# Лодејноје Поље
Лодејноје Поље (рус. Лодейное Поле) насељено је место са административним статусом града на северозападу европског дела Руске Федерације. Налази се у североисточном делу Лењинградске области и административно припада Лодејнопољском рејону чији је уједно и административни центар.
Према проценама националне статистичке службе за 2014. у граду је живело 20.283 становника.
Насеље је основано 1702. године, а административни статус града носи од 1785. године.

## Географија
Град Лодејноје Поље смештен је на обали реке Свир, на североистоку Лењинградске области, односно на око 246 километара североисточно од Санкт Петербурга. Град се налази на линији националног аутопута Р21 „Кола“ (део паневропског коридора Е 125) који повезује Санкт Петербург са Мурманском на далеком северу.

## Историја
Пре оснивања данашњег насеља 1702. године на његовом месту постојало је неколико мањих села чији становници су се углавном бавили земљорадњом и градњом мањих дрвених бродица. Првобитно насеље је било подељено на два дела међусобно раздвојена железничком пругом. Виши део града носио је назив Мањинско поље и добио је име по локалној трговачкој породици Мањински која је била власник земље на којој је узгајан кромпир за производњу алкохола, те Лодејноје поље, део уз реку који своје име дугује управо бродовима (рус. ладья́; там строили лодьи). Модерно бродоградилиште саграђено је 1702. године по директном налогу императора Петра Великог, а радовима је руководио књаз Александар Меншиков. Првобитно бродоградилиште названо је Олоњечки пошто је територија на којој је саграђено у то време припадала Олоњечком округу. Бродоградилиште је саграђено за веома кратко време пошто је у току био Велики северни рат са Швеђанима, а први брод у Балтичкој флоти саграђен је управо овде, 22. августа 1703. године. Била је то фрегата «Штандарт» наоружана са 28 тешких топова.
Одлуком императорке Катарине Велике од маја 1785. насеље је добило званичан статус царског града, садашње име и први званични грб.
Олоњечко бродоградилиште било је активно све до 1829. године, а након његовог затварања долази и до стагнације у привредном развоју самог града. На месту где је император Петар Велики боравио током градње бродоградилишта 1832. године подигнута је спомен стела. Петропавловска саборна црква, највећа грађевина у граду саграђена је 1843. у стилу касног класицизма.
Према подацима првог сверуског пописа становништва из 1897. године у Лодејном Пољу су живела 1.432 становника.
Центром Лодејнопољског рејона постаје 1927. године.

## Демографија
Према подацима са пописа становништва 2010. у граду је живело 20.674 становника, док је према проценама националне статистичке службе за 2014. ту живело 20.283 становника.
| 1939.  | 1959.  | 1970.  | 1979.  | 1989.  | 2002.  | 2010.  | 2014.  |
| ------ | ------ | ------ | ------ | ------ | ------ | ------ | ------ |
| 16.715 | 17.485 | 19.632 | 23.214 | 26.718 | 22.830 | 20.674 | 20.283 |

## Градови побратими
- општина Јилдескол (Норвешка)